# Tipulodina brunettiella
Tipulodina brunettiella är en tvåvingeart som först beskrevs av Alexander 1923.  Tipulodina brunettiella ingår i släktet Tipulodina och familjen storharkrankar. Inga underarter finns listade i Catalogue of Life.